# Vybz Kartel
Adidja Azim Palmer (ur. 7 stycznia 1976 w Portmore), znany zawodowo jako Vybz Kartel – jamajski artysta nagrywający reggae i dancehall, autor tekstów, producent muzyczny, przedsiębiorca i skazany morderca. Jak podsumował go magazyn „Rolling Stone”, „osiągnął na Jamajce status bohatera ludowego dzięki prowokacyjnym tekstom i złośliwej postawie publicznej” dodano też „niewielu urzekło publiczność [dancehallową] – lub uraziło wrażliwość jej krytyków – tak konsekwentnie i dogłębnie jak Kartel.”.

## Życiorys
Najbardziej znane i uznane single Kartela to „Romping Shop” (2009), „Dancehall Hero” (2010) i „Summer Time” (2011). W swojej karierze współpracował z wieloma artystami hiphopowymi i R&B, takimi jak Major Lazer, Rihanna, Jay-Z, Digga D i Unknown T, uznawano go również za inspirację dla przepełnionej dancehallem twórczości wielu zachodnich artystów, w tym raper Drake, który wymienił Kartela jako jedną ze swoich „największych inspiracji”.
W 2014 roku Kartel został skazany na dożywocie za zabójstwo swojego współpracownika Clive'a „Lizarda” Williamsa. Będzie mógł ubiegać się o zwolnienie warunkowe po odbyciu co najmniej 35 lat więzienia. Pomimo uwięzienia Kartel nadal intensywnie wydaje nową muzykę i nie traci na popularności, wydał ponad 50 nowych piosenek tylko w 2016 roku. Jego przebój „Fever” w czerwcu 2020 r. uzyskał status złotej płyty w USA.

## Nagrody i nominacje
- 2003
  - Stone Love's 30th Anniversary
    - DJ of the Year 2005
- 2008
  - CUMA (Caribbean Urban Music Awards)
- 2009
  - EME Awards
    - Male DJ of the Year
    - Lyricist/Songwriter of the Year
    - Song of the Year (Romping Shop ft. Spice)
- 2010
  - EME Awards

### Nominacje
- Source[7]
- VIBE
- UK MOBO awards

## Dyskografia

### Albumy
| Tytuł                                                            | Informacje | Notowania na listach sprzedaży |
| Tytuł                                                            | Informacje | USA Reggae                     |
| ---------------------------------------------------------------- | --- | ------------------------------ |
| Up 2 Di Time                                                     | - Wydany: 28 października 2003 - Wytwórnia: Greensleeves - Format: CD, digital                                                     | –                              |
| Timeless                                                         | - Wydany: 23 lutego 2004 - Wytwórnia: Freedom Sounds - Format: CD, digital download                                                |                                |
| More Up 2 Di Time                                                | - Wydany: 14 września 2004 - Wytwórnia: Greensleeves - Format: CD, digital download                                                | –                              |
| J.M.T.                                                           | - Wydany: 15 listopada 2005 - Wytwórnia: Greensleeves - Format: CD, digital download                                               | –                              |
| The Teacher's Back                                               | - Wydany: 18 listopada 2008 - Wytwórnia: JVC/Victor - Format: CD, digital download                                                 | –                              |
| Most Wanted                                                      | - Wydany: 26 maja 2009 - Wytwórnia: Greensleeves - Format: CD, digital download                                                    | –                              |
| Pon Di Gaza 2.0                                                  | - Wydany: 26 lutego 2010 - Wytwórnia: Adidjahiem/Notnice/Tad's - Format: CD, digital download                                      | –                              |
| Kingston Story (with Dre Skull)                                  | - Wydany: 14 sierpnia 2011 - Wytwórnia: Mixpak - Format: CD, digital download, LP                                                  | 7                              |
| The Voice of the Jamaican Ghetto - Incarcerated But Not Silenced | - Wydany: 7 lipca 2013 - Wytwórnia: Whirlwind - Format: CD, digital download                                                       | 6                              |
| Kartel Forever: Trilogy                                          | - Wydany: 15 października 2013 - Wytwórnia: Tad's - Format: CD, digital download                                                   | 11                             |
| Reggae Love Songs                                                | - Wydany: 3 czerwca 2014 - Wytwórnia: Tad's - Format: CD, digital download                                                         | -                              |
| Viking (Vybz Is King)                                            | - Wydany: 13 stycznia 2015 - Wytwórnia: TJ Records/Adidjahiem Records/21st Hapilos Digital Distribution - Format: Digital download | 3                              |
| King of the Dancehall                                            | - Wydany: 10 czerwca 2016 - Wytwórnia: Adidjahiem Records/TJ Records/Zojak World Wide - Format: CD, digital download               | 2                              |
| To Tanesha                                                       | - Wydany: 10 stycznia 2020 - Wytwórnia: Short Boss Musik/Vybz Kartel Muzik - Format: Digital download                              | -                              |
| Of Dons & Divas                                                  | - Wydany: 26 czerwca 2020 - Wytwórnia: Short Boss Muzik/Vybz Kartel Muzik - Format: Digital download                               | 6                              |
| Born Fi Dis (Prelude)                                            | - Wydany: 6 sierpnia 2021 - Wytwórnia: Aiko Pon Di Beat/Short Boss Musik/Vybz Kartel Muzik - Format: Digital download              | -                              |

### EPki
- 2009: GAZA
- 2010: Raw - EP
- 2011: The Gaza Don
- 2011: Colouring Book
- 2012: Stronger We Get
- 2012: Amsterdam
- 2012: Mentally Free
- 2013: Time To Be Free
- 2021: X-Rated
- 2022: True Religion

### AlbumyRiddim
W trakcie swojej kariery Vybz Kartel wystąpił w ponad 900 riddimach różnych producentów z całego świata.